# فومیئو کیوما
فومیئو کیوما (به ژاپنی: 久間 章生, Kyūma Fumio)؛ زادهٔ ۴ دسامبر ۱۹۴۰) سیاستمدار اهل ژاپن بود که بین سال‌های ۱۹۸۰ تا ۲۰۰۹ عضو مجلس ژاپن بود. کیوما در سال ۱۹۶۴ از دانشگاه توکیو فارغ‌التحصیل شد و در وزارت کشاورزی مشغول به کار شد. او در سال ۱۹۷۱ به مجلس استانی ناگاساکی راه یافت و سه دوره خدمت کرد و سپس به عنوان عضو حزب لیبرال دموکرات (LDP) برای حوزه انتخابیه شماره ۲ ناگاساکی به مجلس راه یافت.